# Varino

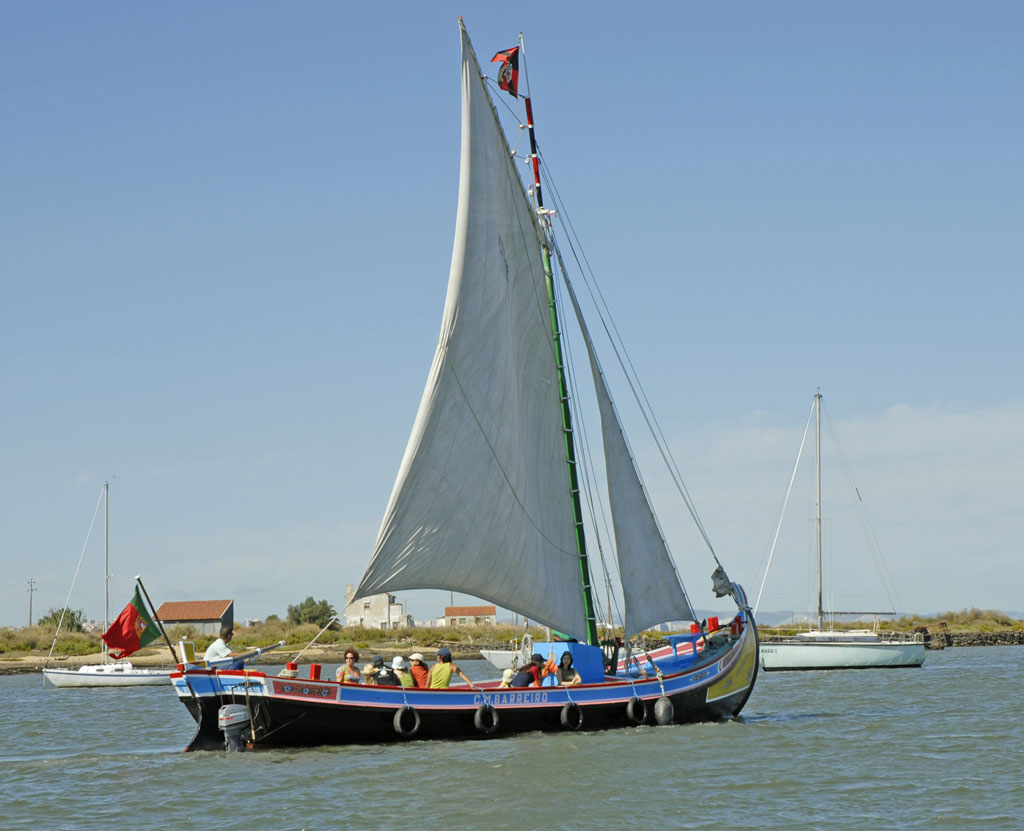
Touristenfahrt auf dem Tejo

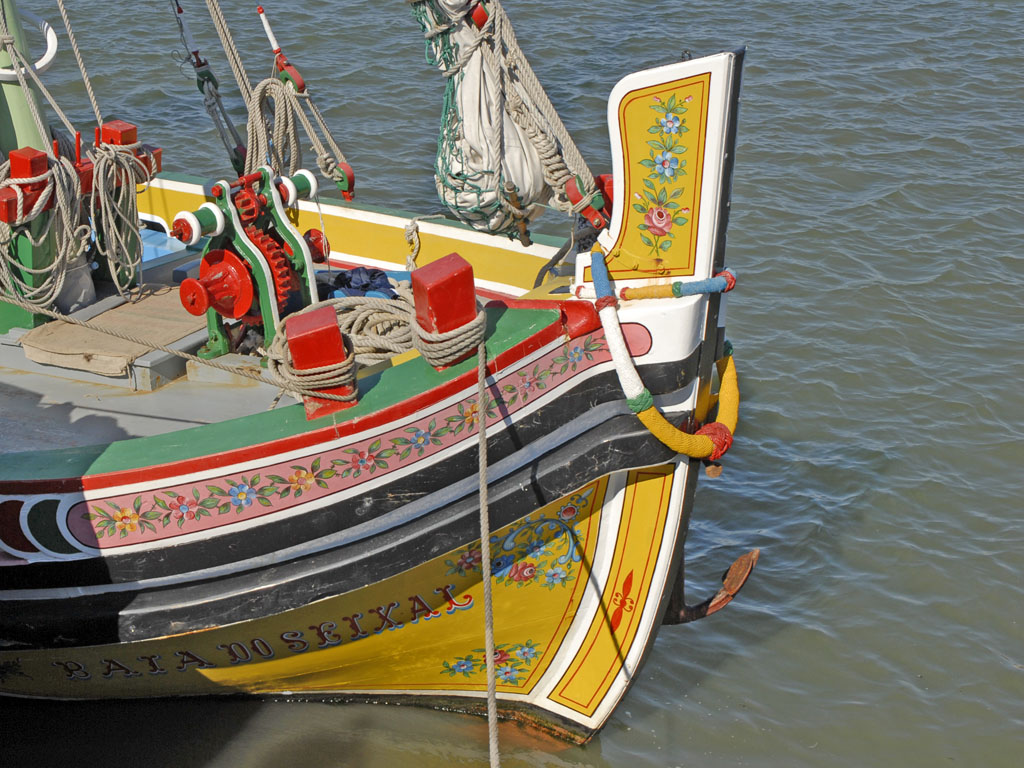
Schiffsdetail: Bug in Seixal

Varino ist ein portugiesischer, historischer Segelboottyp aus Holz, der vor allem auf dem Tejo anzutreffen ist.

## Beschreibung
Das Schiff hat einen runden Bug mit hochgezogenem Steven und ein flach auslaufendes Heck mit außenliegendem Ruder und Pinnensteuerung. Der flache Bootsrumpf hat weder Schwert noch Außenschwerter und nur einen unbedeutenden Kiel. Der leicht achterlich geneigte Mast trägt ein Gaffelsegel sowie zwei Stagsegel. Die Außenabmessungen betragen durchschnittlich 19,5 m Länge, 5,4 m Breite und 2,05 m Tiefgang. Die Schiffe sind folkloristisch bunt bemalt.
Zentrum des Bootbaus war und ist Seixal, die diesen Schiffstyp auch in ihrem Gemeindewappen führen. Im Ort befindet sich ein Schiffsmuseum, das die Tradition wachhält und dessen Budget 2009 knapp 500.000 Euro betrug.